# Greenwood (Nebraska)
Greenwood je selo u američkoj saveznoj državi Nebraska. Prema popisu stanovništva iz 2010. u njemu je živjelo 568 stanovnika.